# Ixion (König der Lapithen)

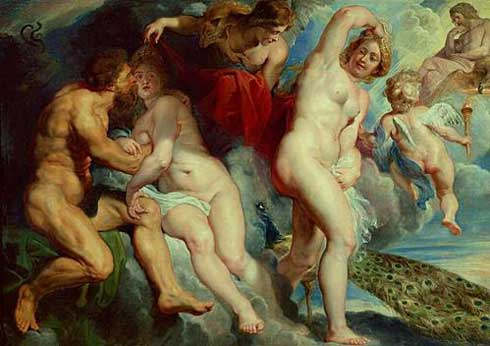
Ixion und Nephele (Peter Paul Rubens, 1615)

Ixion (altgriechisch Ἰξίων Ixíōn), ein König der Lapithen, ein Sohn des Phlegyas, des Ares, des Leonteus oder des Antion und der Perimela, Bruder der Koronis, ist jene Figur der griechischen Mythologie, die erstmals einen Mord an einem Verwandten beging. Sein Palast befand sich in der Stadt Gyrton.

## Die Gräueltat
Für die Vermählung mit Dia hatte er deren Vater Deioneus reiche Brautgaben versprochen und diesen zu sich nach Hause eingeladen, um sie ihm dort zu übergeben. Stattdessen ließ er eine Grube mit glühenden Kohlen auslegen, in die Deioneus nun stürzte. Zunächst erklärte sich niemand bereit, Ixion für seine Tat zu entsühnen – bis sich Zeus seiner erbarmte, ihn in den Olymp erhob und unsterblich machte, vermutlich weil er sich selbst in Dia verliebt hatte. Mit Dia zeugte er den Peirithoos.

## Weitere Verfehlung
Ixion bedrängte im Olymp Hera in seinem Weinrausch. Zeus formte nun eine Wolke nach deren Ebenbild, die Nephele (griech. Wolke) genannt wurde, und als Ixion mit dieser verkehrte, wurde der Kentauros geboren, der später mit den Stuten des Berges Pelion die Kentauren zeugte. Hygin nennt die Wolke Nubes (lat. Wolke), und Ixion zeugte mit ihr noch die Kentauren Eurytion und Nessos.

## Die Bestrafung

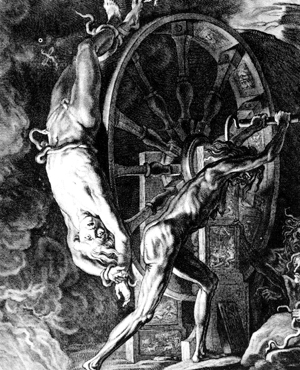
Ixion am Rad

Zur Strafe für die missbrauchte Gastfreundschaft des Zeus wurde Ixion dazu verurteilt, an ein Feuerrad gebunden und an den Himmel versetzt in ewiger Umdrehung zu wiederholen: „Du sollst dem Wohltäter mit Dank vergelten.“ Später wurde er in den Tartaros versetzt, wobei eine andere Version der Geschichte ein Rad mit lebenden Schlangen statt des Feuers erwähnt. Neben dem Feuer steht Ixion auch in besonderer Beziehung zum Regen: Der Name leitet sich von ισχύς ischýs, deutsch ‚Stärke‘ und ιώ iṓ, deutsch ‚Mond‘ ab und erinnert an die Mistel (ἰξία ixía oder ἰξός ixós), die er anstelle der äußeren Geschlechtsorgane im Eichenkult als Donnergott zeigt. In ritueller Ehe heiratet er die Mondgöttin Dia, die den Regen bringt.
Aischylos hatte eine Tragödie namens Ixion über ihn verfasst. Hygin nennt ein Sternbild so, das den ans Rad gefesselten Ixion darstellen soll.